# Layati
Layati – gaun wikas samiti w zachodniej części Nepalu w strefie Seti w dystrykcie Achham. Według nepalskiego spisu powszechnego z 2011 roku liczył on 490 gospodarstw domowych i 2575 mieszkańców (1379 kobiet i 1196 mężczyzn).